# Porphyrio indicus
El calamón dorsinegro (Porphyrio indicus) es una especie de ave gruiforme de la familia Rallidae que habita en islas del sudeste asiático, específicamente en las islas de Sumatra, Java, Bali, Borneo y Célebes.

## Sistemática
Previamente fue considerado conespecífico con el calamón común (Porphyrio porphyrio). Si bien en su momento ya había sido tratada como una especie diferente, debido a las notables diferencias existentes en el plumaje de las diversas formas de calamón; durante mucho tiempo, y en el marco de la preferencia por agrupación de poblaciones diversas en especies politípicas, muchos de estos taxones fueron considerados como subespecies de P. porphyirio. Estudios posteriores darían cuenta de que dicho complejo era parafilético, lo que llevó a diversas autoridades taxonómicas a aceptar la división del mismo en hasta seis especies diferentes, entre las que se cuenta P. indicus.
Es considerada una especie monotípica.